# Колуилл, Рубин
Ру́бин Джеймс Ко́луилл (англ. Rubin James Colwill; родился 27 апреля 2002, Нит) — валлийский футболист, полузащитник клуба «Кардифф Сити» и национальной сборной Уэльса.

## Клубная карьера
Воспитанник футбольной академии «Кардифф Сити», за которую выступал с восьмилетнего возраста. В основном составе «Кардифф Сити» дебютировал 13 февраля 2021 года в матче Чемпионшипа против «Ковентри Сити». В том же месяце Колуилл подписал свой первый профессиональный контракт с клубом. 24 апреля 2021 года Рубин впервые вышел в стартовом составе «Кардифф Сит» в игре против «Уиком Уондерерс». 12 сентября 2021 года забил свои первые голы за клуб, сделав «дубль» в матче против «Ноттингем Форест».

## Карьера в сборной
Выступал за сборные Уэльса до 17, до 18 лет и до 21 года.
30 мая 2021 года был включён в заявку главной сборной Уэльса на предстоящий чемпионат Европы. 2 июня 2021 года дебютировал за сборную Уэльса в товарищеском матче против сборной Франции.